# Jaume Pomar
Jaume Pomar Llambias (Palma de Mallorca, 29 de julio de 1943-Buñola, 11 de julio de 2013) fue un poeta, crítico literario, periodista, ensayista y traductor español.

## Biografía
Aunque formado en periodismo en la Escuela Oficial, trabajó en los más variados empleos, como perito mercantil o empleado de banca, ocupando plaza finalmente en la administración como bibliotecario.
En sus inicios fue colaborador de distintos medios de comunicación de Palma y a finales de los años 1960 se trasladó a vivir a Barcelona. En 1967 publicó su primer poemario, Tota la ira dels justos, al que seguirían otros como Imatge de la por (1988), Les quatre estacions (1991) o La sínia de les hores (1997). Tras acceder como funcionario a la administración autonómica balear, trabajó como documentalista y bibliotecario en la casa museo de Llorenç Villalonga en Binisalem. Este destino le permitió especializarse en la obra de este autor y periodista palmesano, sobre el que publicó varios artículos en revistas especializadas y una biografía en 1995, La rao i el seu dret. También tradujo al castellano obras del propio Villalonga, así como de Bartomeu Rosselló-Pòrcel y Josep Maria Llompart, y un ensayo-biografía de Raimon.
Entre los galardones que recibió se encuentran el Premio Ciudad de Palma en 1966 y el Premio Miquel de Palol de poesía en 1992.
Falleció como consecuencia de un cáncer en el hospital Joan March de Baleares, en Buñola.